# Paraplexippus
Paraplexippus là một chi nhện trong họ Salticidae.